# 水もれ甲介
『水もれ甲介』（みずもれこうすけ）は、日本テレビ系列で放映されたテレビドラマである。石立鉄男・ユニオン映画シリーズの5作目で、放送期間は1974年10月13日から1975年3月30日までの全25話。

## あらすじ
下町の水道屋三ッ森工業所の長男甲介は、家出をしてバンドのドラマーとなっていた。父・保太郎の危篤をきいて駆けつけると、父は二人の兄弟が養子であることを告げ、あとを頼むと息絶える。甲介は一度は勘当された粗忽者でありながら、大学を中退して跡を継いでいた弟に支えられて、三ッ森工業所を切り盛りしていくことになる。父母の実子である妹のチャーミーは兄の輝夫にあこがれているが、兄弟ともに、血のつながりがなくとも、母と妹との家族のきずなを大切にしながら、雑司ヶ谷の街を生きていく。

## 配役
- 三ッ森甲介：石立鉄男
- 三ッ森輝夫（甲介の弟）：原田大二郎
- 三ッ森朝美（甲介の妹）：村地弘美 / 幼少時代 - 村地富士美
- 三ッ森滝代（甲介の継母）：赤木春恵
- 酒井忠助：名古屋章
- 酒井初子：岸ユキ
- 酒井敬一：白石淳
- 大島竹造：谷村昌彦
- 大島文子：春川ますみ
- 陰山まこと：川口晶 (第13話から、第17,19話除く)
- 牟田六郎（酒屋の六郎）：山本紀彦
- 酒屋の主人：梅津栄
- 樋口正次：東田真之
- 中井銀子：永野裕紀子
- 岩崎順子：左幸子
- 飲み屋のおかみ：西川ひかる
- 新庄悦子：山口いづみ
- 須貝泰弘 : 犬塚弘
- 管理人：坊屋三郎
- 三ッ森保太郎（甲介の父）：森繁久彌

- ナレーション：池田勝（第22話）

第1話
- バンドマスター : 安田伸
- バンドマン : 鹿島信哉
- 能代秋子 : 影宮亜紀
- 則江（朝美の同級生） : 千波恵美子（1・3話）
- 看護婦 : 野路きくみ

第2話
- 小宮源一郎 : 三谷昇
- 小宮の妻 : 西岡慶子
- 店員 : 作間功

第3話
- 村越貞治：伴淳三郎
- 魚屋：三遊亭笑遊

※現五代目三遊亭圓遊
- 職人 : 八代駿
- 運送屋 : 関富也
- 孝子 : 赤木かおる

第4話
- 主婦 : 石井富子
- 本田 : 小原秀明
- 飲屋の女 : 紅理子

第5話
- 区役所員 : 夏木章
- ジャズ喫茶の娘 : 石川えり子

第6話
- 中井清子（銀子の母） : 寺島信子
- 学生 : 力石民穂

第7話
- 吉田利男 : 小林文彦
- バーテンダー : 若尾義昭
- ウェイトレス : 吉田真野子

第8話
- 宮本文彦：荒谷公之
- 宮本秋子 : 楠トシエ
- 大学生 : 千葉裕
- 大学生 : 島もとき

第9話
- 素子 : 三浦真弓
- 節子 : 臼間香世
- マスター : 三夏伸
- 店員 : 小浅初江
- 職人: 赤城信

第10話
- 社長 : 神山卓三
- 矢沢：北村総一朗

※北村総一郎名義
- 社長の娘 : 松村みゆき
- 社長の妻 : 北島京子
- ダンサー : 島淳子

第11話
- 岩崎澄子：野村昭子

第12話
- 高村みどり：田島令子

第13話
- 医者 : 今井和雄

第15話
- 山上 : 柴田侊彦

第16話
- 宮部：山田吾一
- 警官 : 畠山麦

第17話
- 百合子：望月真理子
- 田崎：見明凡太郎

第18話
- 堀内信子：風見章子
- 堀内竜太郎：吉田次昭
- 喫茶マスター：二見忠男

第19話
- 岩村健次：松山英太郎
- チエミ (岩村の姪)：杉田かおる
- 派出所巡査：西尾徳

第20話
- 田中正子：藍とも子
- 純：千葉裕
- 魚屋：おざわなおへい

第21話
- 中沢美代子：鳳八千代
- 中沢静：掃部関洋子
- 私立探偵 : 稲吉靖司
- お手伝いさん : 麻ミナ

第22話
- 看護婦：有吉ひとみ
- 教師：橋本仙三
- 西村：藤田漸
- 区役所員 : 村上幹夫
- 銀子の友人：仙波恵美子
- 銀子の友人：赤木美絵

## 主題歌
- 「水もれ甲介」　作詞：白井章生、作・編曲：大野雄二、歌：シンガーズ・スリー
  - この主題歌はアルバム「コメディードラマ・ソングブック」、「日曜夜のテレビは哀愁」、「ソフトロック・ドライヴィン 美しい誤解」に収録されたオリジナルのフルコーラス版の他、大野雄二のアルバム「Made in Y.O.」にも新規録音にて収録されている[1]。

## スタッフ
- 企画：吉川斌（日本テレビ）
- プロデューサー：上野徹（日本テレビ）、山本剛正（ユニオン映画）
- 原案：葉村彰子
- 脚本：松木ひろし、千野皓司、植木昌一郎、窪田篤人
- 音楽：大野雄二
- 撮影：北泉成
- 照明：藤林甲
- 美術：佐谷晃能（東京テレビアート）
- 録音：片桐登志美
- 編集：西村豊治
- 助監督：荒木功
- 色彩計測：野口幸三郎
- 記録：中尾寿美子
- タイトル：土屋昭雄、豊島弘尚
- 現像所：東洋現像所（現:IMAGICA）
- 装飾：高津装飾
- 衣裳：東京衣裳
- 制作担当：小池仁
- 協力：キャラバン、伊奈製陶株式会社、富士機材株式会社
- 選曲：鈴木清司
- 監督（演出）：田中重雄、千野皓司、手銭弘喜、平山晃生、荒木功
- 製作：ユニオン映画

## サブタイトル
| 回数 | 放送日         | サブタイトル                | 原案     | 脚本                | 演出     |
| ---- | -------------- | --------------------------- | -------- | ------------------- | -------- |
| 1    | 1974年10月13日 | 頼んだぜ、甲介              | 葉村彰子 | 松木ひろし          | 田中重雄 |
| 2    | 10月20日       | ドラムは捨てたんだ          | 葉村彰子 | 松木ひろし          | 田中重雄 |
| 3    | 10月27日       | 工事現場の決闘              | 葉村彰子 | 松木ひろし          | 千野皓司 |
| 4    | 11月3日        | 恋人なんて許せない！        | 葉村彰子 | 松木ひろし          | 千野皓司 |
| 5    | 11月10日       | おやじ聞いてくれ この大鼓！ | 葉村彰子 | 松木ひろし          | 田中重雄 |
| 6    | 11月17日       | 恐るべき想像                | 葉村彰子 | 松木ひろし          | 田中重雄 |
| 7    | 11月24日       | オヤジ代理人                | 葉村彰子 | 窪田篤人            | 千野皓司 |
| 8    | 12月1日        | 泣くなチャミー！            | 葉村彰子 | 松木ひろし          | 千野皓司 |
| 9    | 12月8日        | ニセの遺言                  | 葉村彰子 | 窪田篤人            | 田中重雄 |
| 10   | 12月15日       | チャミーがこわい！          | 葉村彰子 | 窪田篤人            | 手銭弘喜 |
| 11   | 12月22日       | 結婚て何だろう？            | 葉村彰子 | 松木ひろし          | 手銭弘喜 |
| 12   | 12月29日       | 思い出は突然に…             | 葉村彰子 | 窪田篤人            | 千野皓司 |
| 13   | 1975年1月5日   | ガスもれ注意！              | 葉村彰子 | 松木ひろし          | 千野皓司 |
| 14   | 1月12日        | 貸しちゃった事件！          | 葉村彰子 | 窪田篤人            | 田中重雄 |
| 15   | 1月19日        | 顔で笑って…                 | 葉村彰子 | 窪田篤人            | 手銭弘喜 |
| 16   | 1月26日        | 幸せになろうな？            | 葉村彰子 | 松木ひろし          | 田中重雄 |
| 17   | 2月2日         | 見合いのかげに怒りあり      | 葉村彰子 | 窪田篤人            | 田中重雄 |
| 18   | 2月9日         | 受験シーズンの幽霊          | 葉村彰子 | 松木ひろし          | 千野皓司 |
| 19   | 2月16日        | おひかえなすって！          | 葉村彰子 | 千野皓司            | 平山晃生 |
| 20   | 2月23日        | あこがれの学生生活          | 葉村彰子 | 千野皓司 植木昌一郎 | 手銭弘喜 |
| 21   | 3月2日         | おふくろ二人！              | 葉村彰子 | 窪田篤人            | 田中重雄 |
| 22   | 3月9日         | 兄妹じゃない！              | 葉村彰子 | 窪田篤人            | 荒木功   |
| 23   | 3月16日        | 夢                          | 葉村彰子 | 千野皓司 植木昌一郎 | 平山晃生 |
| 24   | 3月23日        | 胃ガンと結婚                | 葉村彰子 | 窪田篤人            | 千野皓司 |
| 25   | 3月30日        | 最后の水もれ                | 葉村彰子 | 窪田篤人            | 田中重雄 |

## 放送局
特記のない場合は全て放送時間は日曜 20:00 - 20:55、同時ネット。
- 日本テレビ
- 札幌テレビ
- 青森放送
- テレビ岩手
- 岩手放送
- 山形放送
- 宮城テレビ
- 福島中央テレビ
- 新潟総合テレビ
- 北日本放送
- 北陸放送：月曜 15:00 - 15:55
- 福井放送
- 中京テレビ
- よみうりテレビ

- 日本海テレビ
- 広島テレビ
- 山口放送
- 四国放送
- 西日本放送
- 南海放送
- 高知放送
- 福岡放送
- テレビ長崎
- 熊本放送
- テレビ大分
- テレビ宮崎
- 鹿児島テレビ

## その他
- これまでのシリーズでレギュラーメンバーであった山口いづみ、杉田かおる、有吉ひとみがゲスト出演している。
- 初回で石立鉄男がドラムをたたくシーンの音はすべて吹き替えである（裏でプロが演奏していた）。
- 甲介と輝夫の二人は、初回に亡くなる父・保太郎の実の子ではなく、保太郎が出征したときの命の恩人であるクラタという上官の子という設定である。 その際、実の母親は輝夫を産んで死んだことになっていたが、21話で二人を捨てて家出をした実の母親が現れる。
- 舞台となった三ッ森工業所は、都電荒川線のガード（路線内で唯一）下至近の雑司が谷にあった実際の水道店が使われた（「東京都指定上下水道業者」の看板あり）。その他のシーンも多くが雑司が谷界隈で撮影され、荒川線の走行風景や電停もドラマ中に頻繁に登場している。
- 伊奈製陶（現：LIXILのINAXブランド）が制作協力であったため、作品中にはたびたび同社の製品の他、ポスターなどの宣伝物が登場した。